# Assedio di Ascalona
L'assedio di Ascalona costituì una delle fasi preliminari delle nuove campagne militari di Vespasiano contro i Giudei che si erano ribellati al potere romano nella provincia della Giudea.

## Contesto storico
Nel 66, quando Nerone venne informato della sconfitta subita in Giudea dal suo legatus Augusti pro praetore di Siria, Gaio Cestio Gallo, colto da grande angoscia e timore, trovò che il solo Vespasiano (il futuro imperatore romano) sarebbe stato all'altezza del compito, e quindi capace di condurre una guerra tanto importante in modo vittorioso.
(Giuseppe Flavio, La guerra giudaica, III, 1.2.)
(Svetonio, Vita di Vespasiano 4.)
E così Vespasiano fu incaricato della conduzione della guerra in Giudea, che minacciava di espandersi a tutto l'Oriente. Vespasiano, che si trovava in Grecia, al seguito di Nerone, inviò il figlio Tito ad Alessandria d'Egitto, per rilevare la legio XV Apollinaris, mentre egli stesso attraversava l'Ellesponto, raggiungendo la Siria via terra, dove concentrò le forze romane e numerosi contingenti ausiliari di re clienti.
Qui Vespasiano, rafforzava l'esercito siriaco (legio X Fretensis), aggiungendo due legioni (la legio V Macedonica e la legio XV Apollinaris, giunta dall'Egitto), otto ali di cavalleria e dieci coorti ausiliarie; attendeva l'arrivo del figlio Tito, nominato suo vice (legatus); acquisiva grande popolarità nelle vicine province orientali, per aver riportato con grande rapidità la disciplina nell'armata romana e compiva due vittoriose imprese militari, assaltando una fortezza nemica, seppur rimanendo ferito ad un ginocchio.

## Assedio
Intanto i Giudei, esaltati dal successo conseguito su Cestio Gallo, raccolsero con grande rapidità tutte le loro forze meglio equipaggiate e mossero contro Ascalona, città distante circa 90 km da Gerusalemme. La spedizione era guidata da tre uomini di valore: Niger della Perea, Sila di Babilonia e Giovanni l'Esseno.
La città di Ascalona era circondata da possenti mura, ma con poche truppe: si trattava di una sola coorte di fanteria e un'ala di cavalleria. Secondo Svetonio, una profezia:
(Svetonio, Vita di Vespasiano 4.)
Applicando a se stessi questa profezia, i Giudei si erano ribellati al governatore romano e lo avevano ucciso, sconfiggendo poi il governatore di Siria, Gaio Cestio Gallo, che era giunto in suo soccorso, riuscendo anche a prendergli un'aquila legionaria.
Il comandante della guarnigione, Antonio, che non ignorava l'intenzione dei Giudei di attaccare Ascalona, appena l'armata nemica si avvicinò alla città, pronta ad assediarla, fece uscire dalle porte l'ala di cavalleria, e senza lasciarsi intimorire dal loro numero e coraggio, ne affrontò il primo assalto e li respinse, prima che giungessero sotto le mura.
(Giuseppe Flavio, La guerra giudaica, III, 2.2 (riga 15))
Tutto questo determinò una grande strage di Giudei, sebbene questi ultimi continuassero a combattere fino a tarda sera, nella speranza di un rivolgimento delle sorti della battaglia e per la vergogna di una sconfitta.

## Conseguenze
I Giudei furono sconfitti in modo pesante, lasciando sul campo diecimila uomini, oltre a due loro capi, Giovanni e Sila. I superstiti, insieme all'unico capo rimasto ancora in vita, Niger, si rifugiarono in una città chiamata Chaallis nell'Idumea. Al contrario solo pochi romani restarono feriti in questo primo combattimento. I Giudei, non contenti delle perdite subite, senza neppure attendere di curare le ferite di questo primo scontro, raccolte nuove e maggiori forze, addirittura con maggior furia, tornarono ad attaccare Ascalona, ma anche questa volta furono pesantemente sconfitti. Antonio, infatti, aveva predisposto tutta una serie di agguati lungo le vie di accesso alla città, e prima che potessero schierarsi, la cavalleria romana riuscì ad attaccarli e farne grande strage, tanto che i Giudei lasciarono altri ottomila morti sul campo di battaglia. I sopravvissuti fuggirono, fra cui anche Niger, fino alla torre fortificata di un villaggio chiamato Belzedec. Antonio che li aveva inseguiti, diede fuoco alla torre, per poi ritirarsi, credendo che lo stesso Niger fosse morto. Invece il capo dei Giudei riuscì a salvarsi, rifugiandosi nei sotterranei più profondi per tre giorni. Scampato alla morte, riempì di gioia tutti i Giudei che erano accorsi per seppellirlo e che pensarono fosse stato salvato per volontà di Dio, affinché li guidasse nelle future battaglie.